# 취득원가
재고자산의 취득원가(Acquisition Cost)란 매입원가, 전환원가 및 재고자산을 현재의 장소에 현재의 상태로 이르게 하는데 발생한 기타원가 모두를 포함한 금액을 말한다(1002.10). 예를 들면 제조업체나 도매상에서 재고나 설비 등을 사온 당시에 지불한 자원의 가격에다가 각종 부대비용(운송료, 부가세 등)이 포함된 가격이다.

## 매입원가
재고자산의 매입원가는 매입가격에 매입부대비용을 가감한 금액이다.
```
재고자산의 매입원가는 매입가격에 수입관세와 제세금(과세당국으로부터 추후 환급받을 수 있는 금액은 제외), 매입운임, 하역료 그리고 완제품, 원재료 및 용역의 취득과정에 직접 관련된 기타 원가를 가산한 금액이다. 매입할인, 리베이트 및 기타 유사한 항목은 매입원가를 결정할 때 차감한다(1002.11).
[
1
]
```

매입원가의 회계처리
매입시
매입할인 기간 내 매입채무 상환
매입할인 기간 후 매입채무 상환

## 전환원가
제조업을 영위하는 기업은 원재료가 생산과정에 투입되어 재공품으로 전환되고 생산과정이 완료되면 재공품이 제품으로 대체되며, 제품이 판매될 때 매출원가로 대체된다. 이때, 원재료가 제품으로 전환되는데 소요되는 원가를 전환원가라고 한다. 전환원가는 생산량과 직접관련된 직접노무원가와 고정 및 변동제조간접원가의 체계적인 배부액을 포함한다.
직접노무원가와 제조간접원가는 직접재료를 가공하는 원가이므로 가공비(전환원가 conversion cost)라고 부른다.
```
가공비 = 직접노무원가 + 제조간접원가
```

고정제조간접원가는 공장 건물이나 기계장치의 감가상각비와 수선유지비 및 공장 관리비처럼 생산량과는 상관없이 비교적 일정한 수준을 유지하는 간접 제조원가를 말한다.
변동제조간접원가는 간접재료원가나 간접노무원가처럼 생산량에 따라 직접적으로 또는 거의 직접적으로 변동하는 간접 제조원가를 말한다.
전환원가의 회계처리

## 기타원가
```
 기타 원가는 재고자산을 현재의 장소에 현재의 상태로 이르게 하는 데 발생한 범위내에서만 취득원가에 포함된다. 예를 들어 특정한 고객을 위한 비제조 간접원가 또는 제품 디자인원가를 재고자산의 원가에 포함하는 것이 적절할 수도 있다(1002.15).
[
1
]
```

다음의 원가는 발생기간의 비용으로 인식한다(1002.16)
1. 재료원가, 노무원가 및 기타 제조원가 중 비정상적으로 낭비된 부분
2. 후속 생산단계에 투입하기 전에 보관이 필요한 경우 이외의 보관원가
3. 재고자산을 현재의 장소에 현재의 상태에 이르게 하는데 기여하지 않은 관리간접원가
4. 판매원가